# Egoitz García
Egoitz García Etxegibel (Atxondo, 31 maart 1986) is een Spaans-Baskisch wielrenner die in 2017 reed voor Equipo Bolivia. Eerder reed hij een seizoen voor Al Marakeb, een seizoen voor Murias Taldea, drie seizoenen voor Cofidis en twee seizoenen voor Caja Rural.

## Belangrijkste overwinningen
2012
Eindklassement Parijs-Corrèze

## Resultaten in voornaamste wedstrijden
| Jaar | Ronde van Italië | Ronde van Frankrijk | Ronde van Spanje |
| ---- | ---------------- | ------------------- | ---------------- |
| 2012 |                  |                     | 101e             |
| 2013 |                  | 115e                |                  |
| 2014 |                  | opgave              |                  |

| Jaar | Gent-Wevelgem | Ronde van Vlaanderen | Parijs-Roubaix | Omloop Het Nieuwsblad | E3 Harelbeke |
| ---- | ------------- | -------------------- | -------------- | --------------------- | ------------ |
| 2012 | 36e           |                      | opgave         |                       | opgave       |
| 2013 | opgave        |                      | opgave         | 10e                   | 61e          |
| 2014 | 66e           | 73e                  | 82e            | 9e                    | 44e          |

## Ploegen
- 2010 –  Caja Rural
- 2011 –  Caja Rural
- 2012 –  Cofidis, le Crédit en Ligne
- 2013 –  Cofidis, Solutions Crédits
- 2014 –  Cofidis, Solutions Crédits
- 2015 –  Murias Taldea
- 2016 –  Al Marakeb Pro Cycling Team
- 2017 –  Equipo Bolivia